# Kozarek Wielki
Kozarek Wielki (niem. Groß Kosarken-Dönhoffstädt, 1938–1945 Köhlersgut) – osada w Polsce położona w województwie warmińsko-mazurskim, w powiecie mrągowskim, w gminie Sorkwity. W latach 1975–1998 wieś znajdowała się w województwie olsztyńskim.
W miejscowości znajduje się Stacja Badań i Ochrony Dzikich Zwierząt.

## Historia
Dawna wieś szlachecka, powstała na tym samym terytorium co Kozarek Mały. Wieś powstała około 1650 r. na 30 włókach. W XVIII w. Kozarek Wielki należał do rodziny Sujatów-Sujacińskich. W 1785 r. było tu 5 domów, natomiast w 1838 r. odnotowano 4 domy i 76 mieszkańców. W XIX wieku były tu dwa gospodarstwa. W 1904 r. jedno z nich obejmowało obszar 24 i trzy czawarte włóki (w tym 12 włók lasu) i w 1938 w ramach akcji germanizacyjnej nazwane Köhlersgut. Drugie gospodarstwo obejmowało 8,5 włoki, nazwane w 1938 r. jako Köhlershof. Po 1945 r. oba gospodarstwa należały do PGR. W latach 70. XX w. Kozarek Wielki należał do sołectwa Nibork.

## Zabytki
We wsi znajduje się dwór, wokół którego pierwotnie znajdował się park. Jednakże po dawnym założeniu parkowym niewiele pozostało. Budynek był przebudowywany i powiększany. Jego środkowa część została zbudowana w końcu XIX wieku, a elementy dobudowane pochodzą z początku XX w.